# Dotyali
Le dotyali, doteli ou dotali (डोटेली) est une langue indo-aryenne originaire du Népal avec environ 250 000 à 788 000 personnes l'ayant comme langue maternelle au Népal en 2011-2012 selon les recensements.
Il s'écrit en devanagari. Il a le statut de langue officielle du Népal d'après la partie 1, section 6 de la constitution népalaise de 2015.

## Présentation
La plupart des locuteurs du dotyali sont multilingues, notamment bilingues. Le dotayli était traditionnellement considéré comme un dialecte occidental du népalais avant qu’Ethnologue, Languages of the World ne le considère comme une langue à part entière en 2012, à la suite d’une requête soumise par un locuteur et lexicographe du dotayli, R. D. Prabhas Chataut.
Il existe quatre dialectes principaux en dotyali : le baitadeli, le népalais bajhangi, le darchuli et le dotyali. L'intercompréhension entre ces dialectes est grande[réf. nécessaire].